# Spätneolithische Bestattungen in Schweden
| QS Vor- und Frühgeschichte | Dieser Artikel wurde aufgrund von inhaltlichen Mängeln auf der Qualitätssicherungsseite des WikiProjekts Vor- und Frühgeschichte eingetragen. Dies geschieht, um die Qualität der Artikel aus diesem Themengebiet auf ein akzeptables Niveau zu bringen. Bitte hilf mit, die inhaltlichen Mängel dieses Artikels zu beseitigen, und beteilige dich bitte an der Diskussion! |  |

Spätneolithische Bestattungen in Schweden sind in Schonen gut untersucht. Anthropologische Analysen der Skelette auf der oberen Diele und dem Boden des Ganggrabes von Carlshögen sind nicht erfolgt. Eine derartige Untersuchung wäre interessant für das Problem der Wohnkontinuität in den etwa 700 Jahren zwischen der spätneolithischen (SN) und der mittelneolithischen (MN) Nutzung der Anlage. Die Frage, ob in den Kollektivgräbern nur ein Ausschnitt der Wohnbevölkerung bestattet wurde, ist in Einzelfällen geklärt worden.

## Steinkisten
Der in Carlshögen (auf der spätneolithischen oberen Diele) festgestellte Brauch die Leichname in ausgestreckter Rückenlage oder mit leicht angezogenen Beinen beizusetzen, wird auch bei anderen spätneolithischen Bestattungen festgestellt, die insbesondere in Schweden in Steinkisten erfolgten. In der Steinkiste im Gillhög, neben dem dortigen Ganggrab, lag das Skelett in gestreckter Rückenlage in ost-westlicher Ausrichtung, zusammen mit einem Gefäß und Geräten aus Feuerstein. Der Unterschied zu beiden Ebenen von Carlshögen besteht darin, dass die dortigen Skelette nord-südlich orientiert waren und die Beigaben zumeist neben dem Körper, häufig auf der rechten Seite, lagen. Die ost-westliche Orientierung kommt bei Steinkisten öfter vor, wobei es keine Regel gibt, ob der Kopf im Osten oder Westen zu liegen kommt.

## Flachgräber
Außer den Steinkisten, bei denen die Verhältnisse durch Störungen oft schwierig zu ermitteln sind, gibt es aus dem Spätneolithikum eine größere Anzahl von einfachen Erdgräbern. Sie bestehen aus Rahmen kleiner Steinplatten oder anderer Steinformate, aus vereinzelten Steinen und in einem Fall aus einer Unterlage aus Steinen. Hierbei muss berücksichtigt werden, dass Holzkonstruktionen vorkamen, was sich nur in Ausnahmefällen belegen ließ. In der Mitte des 20. Jahrhunderts wuchs die Zahl der erkannten spätneolithischen Flachgräber durch die Untersuchung der Gräberfelder von Hagestad, Gemeinde Löderup und Fosie, in Malmö. Letzteres umfasst 13 Bestattete und stammt im Kern aus dem frühen Spätneolithikum. Ein gut erhaltenes Skelett lag in Strecklage auf dem Rücken. In Hagestad fand man mehrere spätneolithische Gräberfelder. Das größte lag auf Hagestad Nr. 40, wo 22 ungleiche Anlagen untersucht wurden, darunter ein Doppelgrab. Hier ließen sich Holzsärge feststellen. Die Gräber, die einen großen Teil des Spätneolithikums repräsentieren, enthielten nur spärliche Beigaben. Die Beigaben bestehen aus Dolchen, Pfeilspitzen u. a. m. Hagestad Nr. 40 liegt etwa 800 m östlich der Megalithanlage Carlshögen und einen Kilometer nordwestlich der Anlage Ramshög. Man bestattete die spätneolithischen Toten innerhalb der offenen Feldmark, sowohl in Megalithanlagen wie in Flachgräbern. Einzig für ein spätneolithisches Grab in Schonen ist einen Steinrahmen aus kleinen Kieseln beim Grab VII von Carlshögen belegt. Zu diesem Fund bietet Grab 10 bei Stockholmsgården, Gemeinde Valleberga eine Parallele, wo vier derartige Steine in der Beckengegend des Skelettes lagen. Auch unter den spätneolithischen Beigaben im Ganggrab Tagarp Nr. 5, Gemeinde Öster Tommarp lagen derartige Steine, zum größten Teil mit Schlagspuren. Hieraus geht hervor, dass es mitunter zur Bestattungssitte gehörte, rundgeschliffene Steine, die eine unbekannte Funktion im Ritus hatten, im Grabe zu deponieren.

## Kontext
Die spätneolithischen Nachbestattungen in den Megalithanlagen stimmen mit denen in Erdgräbern überein. So kam man zu dem Schluss, dass das Bestattungsritual platzunabhängig war. In der Regel wurden die Leichen des Spätneolithikums in Strecklage auf dem Rücken oder mit leicht angezogenen Beinen beigesetzt. Dies gilt auch für Dänemark, wo viel häufiger Nachbestattungen in Megalithanlagen angetroffen wurden. Es gibt Fälle, in denen man Gebeine in einem Haufen in der Kammer aufgeschüttet und die zeitgerechten Flintdolche (der Dolchzeit) zwischen sie gelegt hat. Letzteres stellt eine Parallele zu Grab 1 in Carlshögen dar.